# Zodiomyces
Zodiomyces Thaxt. – rodzaj grzybów z rzędu owadorostowców (Laboulbeniales). Grzyby mikroskopijne, pasożyty owadów (grzyby entomopatogeniczne).

## Systematyka
Pozycja w klasyfikacji według Index Fungorum: Zodiomyces, Laboulbeniaceae, Laboulbeniales, Laboulbeniomycetidae, Laboulbeniomycetes, Pezizomycotina, Ascomycota, Fungi.
Takson ten w 1891 r. utworzył Roland Thaxter. 

## Gatunki
Index Fungorum w 2020 r. wymienia 5 gatunków tego rodzaju. W Polsce ich występowanie jest jeszcze słabo zbadane. Tomasz Majewski, jedyny polski mykolog zajmujący się nimi na szerszą skalę, do 2003 r. wymienił dwa gatunki występujące w Polsce – Zodiomyces subseriatus i Zodiomyces vorticellarius.
- Zodiomyces odae T. Majewski & K. Sugiy. 1989
- Zodiomyces rhizophorus W. Rossi, Haelew. & Pfister 2016
- Zodiomyces subseriatus Thaxt. 1931
- Zodiomyces vermiformis W. Rossi & M. Leonardi 2018
- Zodiomyces vorticellarius Thaxt. 1891